# St. Maria (Obersulzbach)

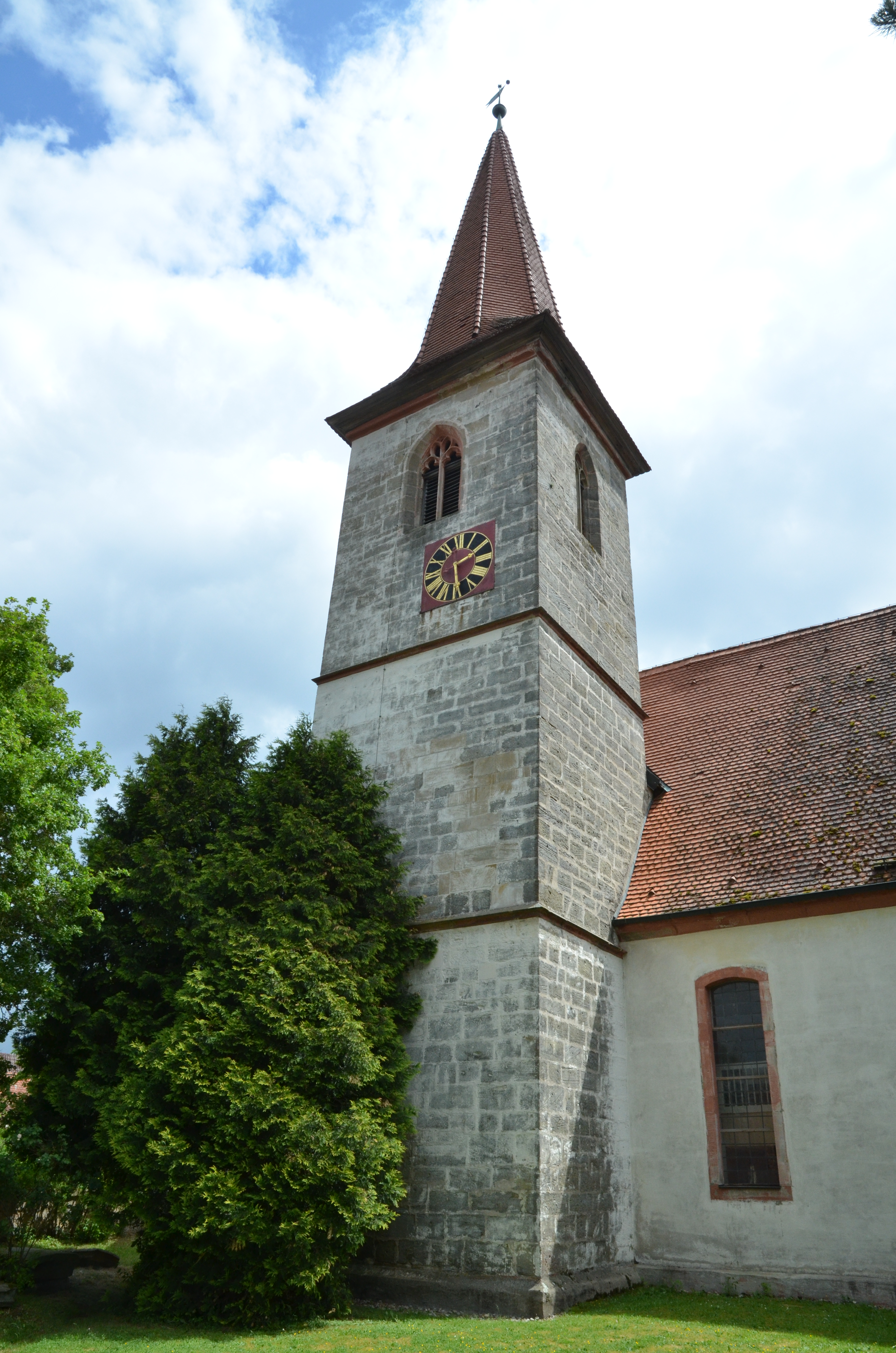
St. Maria in Obersulzbach

Die denkmalgeschützte, evangelische Pfarrkirche St. Maria steht in Obersulzbach, einem Gemeindeteil des Marktes Lehrberg im Landkreis Ansbach (Mittelfranken, Bayern).
Die Kirche ist unter der Denkmalnummer D-5-71-171-44 als Baudenkmal in der Bayerischen Denkmalliste eingetragen. Die Kirchengemeinde gehört zur Pfarrei Oberdachstetten im Dekanat Leutershausen im Kirchenkreis Ansbach-Würzburg der Evangelisch-Lutherischen Kirche in Bayern.

## Beschreibung
Das Langhaus der Saalkirche wurde 1728 barock umgestaltet. Der eingezogene Chor mit 5/8-Schluss im Osten und das untere Geschoss des dreigeschossigen Chorflankenturms an seiner Nordwand stammen aus dem 14./15. Jahrhundert und gehörten zu einer Wehrkirche. Das oberste Geschoss des mit einem achtseitigen Knickhelm bedeckten Chorflankenturms beherbergt die Turmuhr und den Glockenstuhl. Das mit einem Kreuzgratgewölbe überspannte Erdgeschoss des Chorflankenturms war die ursprüngliche Kapelle des Ortes. Der Innenraum des Chors mit einem Chorgestühl aus dem 15. Jahrhundert ist mit einem Netzgewölbe überspannt. In ihm steht ein Sakramentshaus, das mit hölzernem Maßwerk bekrönt ist. Zur Kirchenausstattung gehört ein Altar aus der 1. Hälfte des 18. Jahrhunderts. Die Orgel mit 11 Registern, einem Manual und Pedal wurde von Johannes Strebel gebaut.